# Lyroglossa grisebachii
Lyroglossa grisebachii là một loài thực vật có hoa trong họ Lan. Loài này được (Cogn.) Schltr. mô tả khoa học đầu tiên năm 1921.